# Carlos Braché
Carlos Laos Braché né le 3 juillet 1938 à Chincha Alta (province d'Ica) est un peintre, dessinateur et lithographe péruvien.
Rattaché au mouvement du post-surréalisme, il vit à Paris depuis 1972. Il est également illustrateur de livres pour enfants et signe ses œuvres Braché.

## Biographie

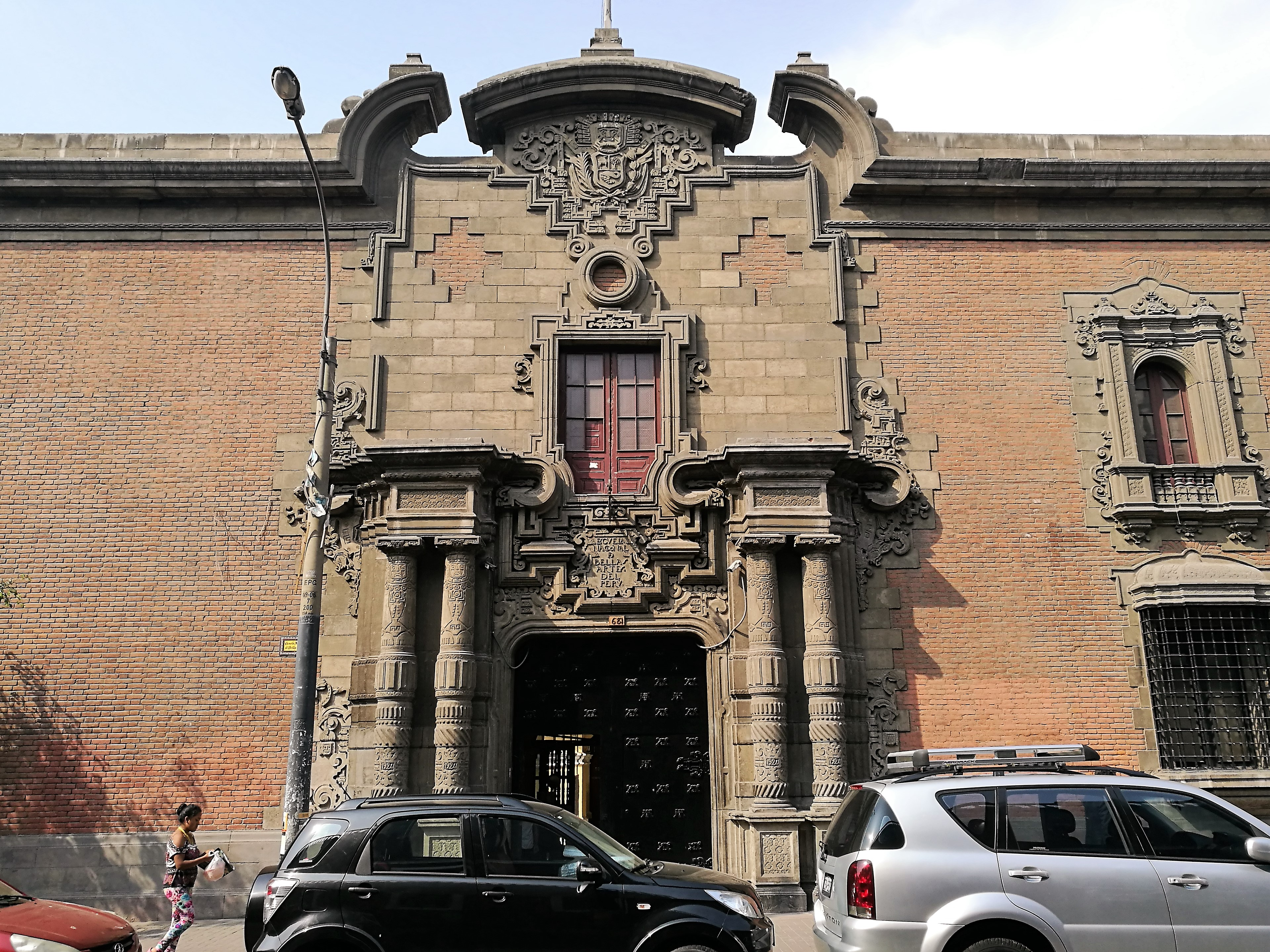
L'École nationale supérieure des beaux-arts du Pérou à Lima.

Carlos Braché, « que la peinture a toujours retenu depuis qu'il griffonnait sur ses cahiers de classe au risque de se faire reprendre », est élève de Juan Manuel Ugarte Eléspuru (es) (1911-2004) à l'École nationale supérieure des beaux-arts du Pérou (es) à Lima, de 1962 à 1968. Le maître se souviendra de l'élève qu'il évoquera ainsi en août 1972 : « Carlos Braché était un brillant élève. Il a travaillé dans mon atelier. De lui, j'ai le souvenir d'un tempérament agité, concentré sur son travail et continuellement à la recherche de la perfection ».
Au terme de ses études, en 1968, Carlos Braché est nommé professeur de l'école régionale des beaux-arts Sérvulo Guttiérrez Alarcón d'Ica dont il devient directeur en 1970 et 1971. On évalue le nombre de ses expositions au Pérou entre 1964 et 1972 à 45, dont 15 expositions personnelles.
Le prix des boursiers du Gouvernement français, qui en 1971 lui est attribué à Lima, le fait venir et s'installer en 1972 à Paris où il loge dans un premier temps à la Cité internationale des arts. De 1972 à 1974, il étudie la lithographie à l'École nationale supérieure des beaux-arts de Paris. La galerie du Haut-Pavé accueille sa première exposition personnelle parisienne en 1973.
En 1975, alors qu'il installe son atelier au 13, rue Vavin, son envoi au Salon de mai est ainsi remarqué par Alain Bosquet : « Une palette chaude et remuante nous livre les étranges images d'un rêve monumental : des êtres, qui sont aussi des objets, couvrent un horizon où forêts et montagnes se fondent selon des lois magiques qui, pour paraître somnambules, n'en réussissent pas moins à s'imposer avec une force toute de séduction et d'inquiétude. Nous sommes saisis par la féerie à l'état pur, comme si tous les signes reconnaissables de notre environnement subissaient une lente et irréelle métamorphose. Il nous est possible de reconnaître encore, ici ou là, un visage, une fleur, un animal, une ville, une machine : déjà cependant, ils prennent la fuite, nous échappent, rejoignent un rite secret. Un cosmos éclôt, qui n'est pas le nôtre ; un réel s'affirme, qui a tous les prestiges du surréel et de l'irréel. »
Carlos Braché revient à plusieurs reprises à Ica, notamment en juillet 2011 où, dans le cadre des événements marquant le 50e anniversaire de la disparition de Sérvulo Gutiérrez (es), le gouvernement régional lui décerne, en même temps qu'au graveur Herbert Dante Calumani Blanco, la médaille Abraham-Valdelomar avec titre de grand chevalier,.
Dans son propre texte Considérations sur mon œuvre, si Carlos Braché énonce que « la couleur a son importance » - tour à tour « rageuse, chaleureuse, capricieuse, froide, triste, joyeuse ou déprimée, […] je cherche toujours la couleur dans mes compositions », il indique comme fondamentaux les deux actes de dessiner et d'imaginer : « La superficie blanche me force à entrer en elle, à la blesser avec mes traits, à esquisser des images pour transmettre une émotion », écrit-il, ajoutant : « Les vécus du passé et du présent que j'ai pu capturer dans mon espace mental, je vais m'y vautrer, cherchant des idées encore floues pour leur donner des formes concrètes ».

## Œuvres

### Peintures (sélection)

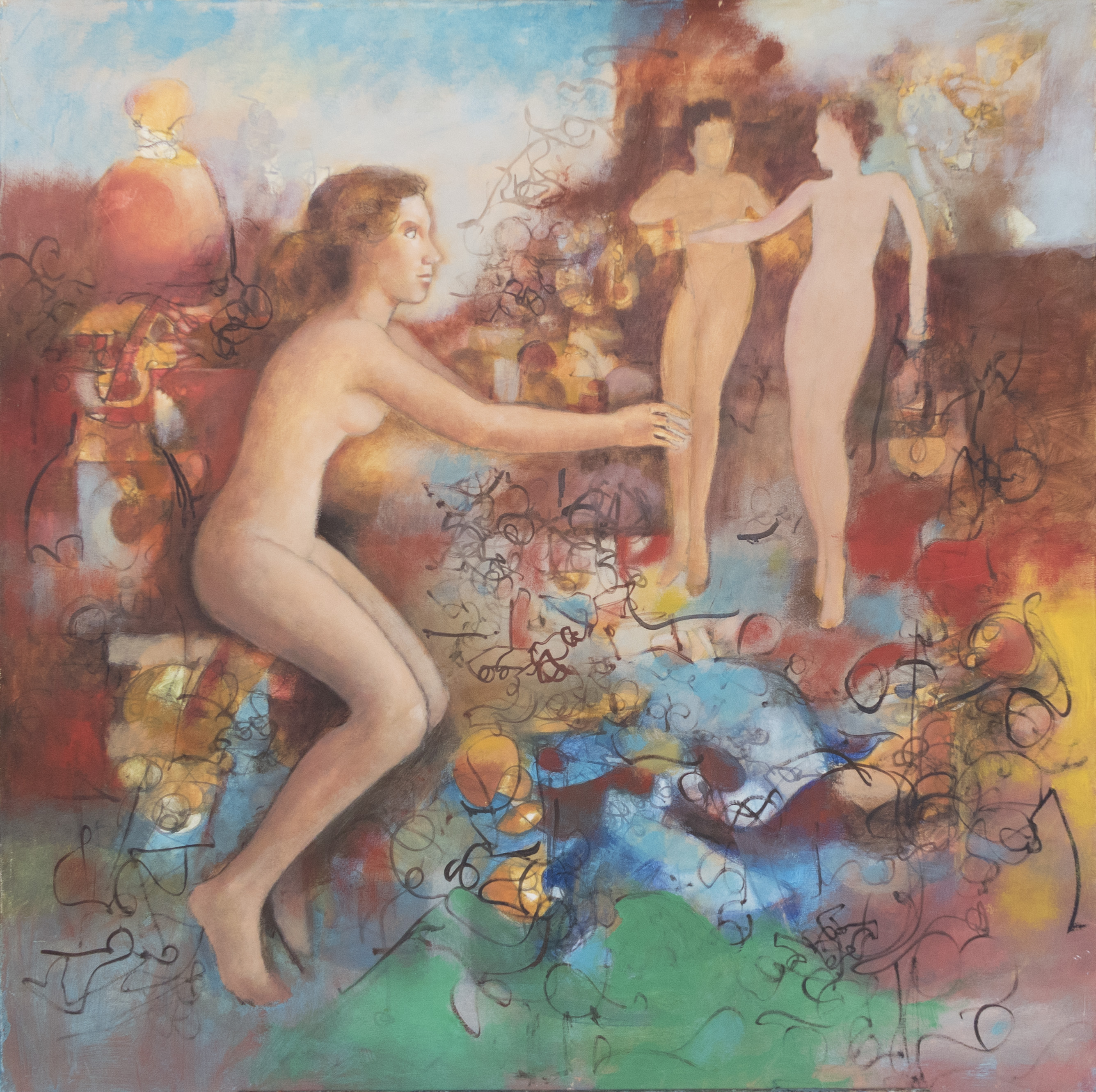
Conversation au sommet du désir caché, huile sur toile 100x100cm
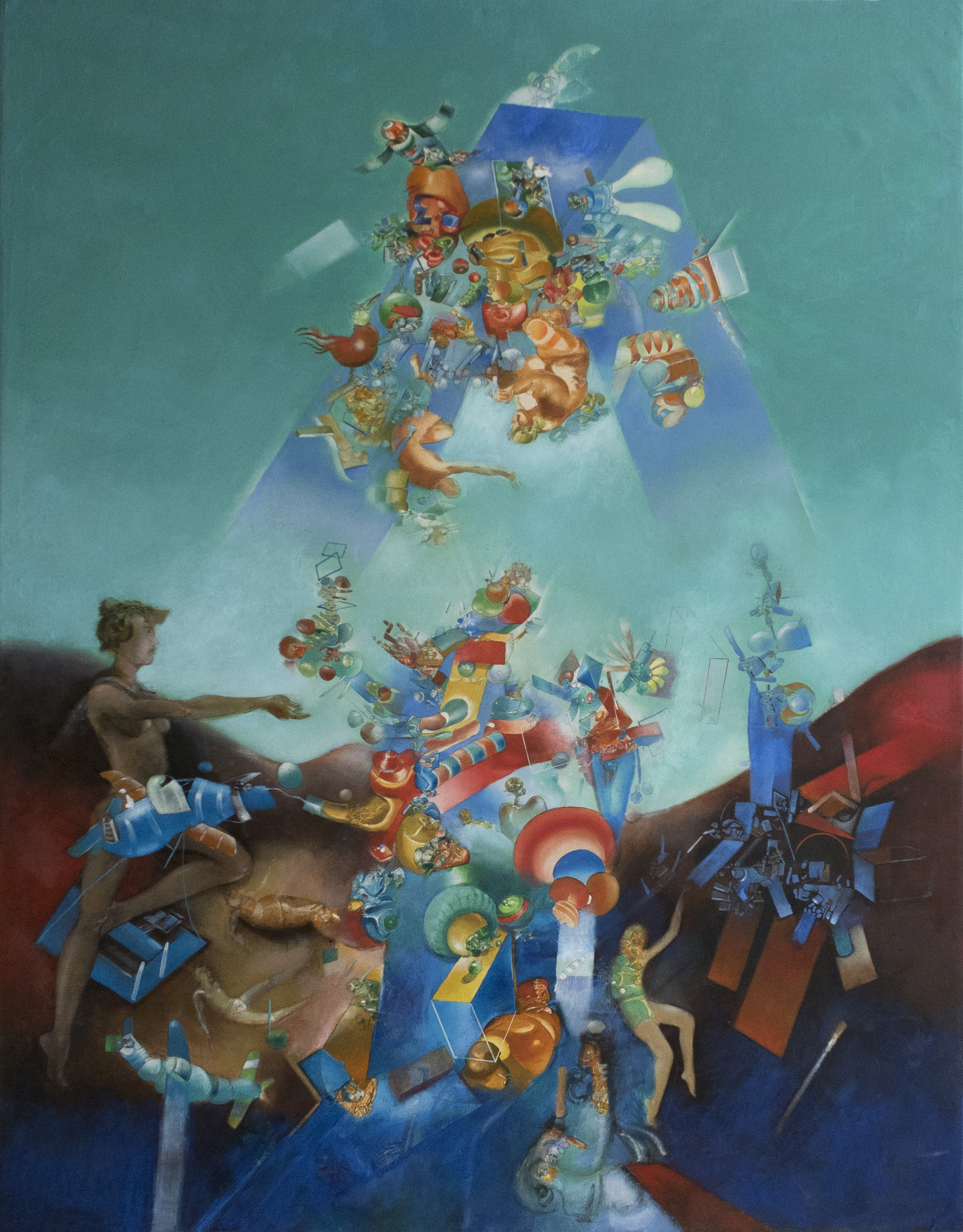
Façade du jeu intérieur dans la joie du ciel, huile sur toile 146x114cm

### Livres illustrés
- Yak Rivais, Petit-Arbre cherche ses frères, Paris, Belfond, collection « Les albums de la girouette », 1989.
- Jorge Najar, L'arbre merveilleux, Syros Alternatives, 1989.
- Julio Heredia (traduction de Francis Vladimir), Le livre lent des retrouvailles (Libro tardivo del retorno), Paris, Éditions Bérénice, collection « Caméléon », 2004.

## Expositions

### Expositions personnelles
- Braché. Peintures et dessins, Municipalité d'Ica, mars 1966.
- Braché. Dessins, Instituto Cultural Peruano Norteamericano (es), Lima, mai 1966, septembre 1967[11].
- Galerie du Haut-Pavé, Paris, 1973.
- Braché. Œuvres récentes, Le Tourtour, Paris, octobre 1973.
- Galerie Ortemp, Paris, 1975.
- Carlos Braché. Peintures, dessins, lithographies, musée de Tessé, Le Mans, janvier-mars 1976[12].
- Galerie Ortemp, Paris, 1976.
- Galerie Sainte-Anne, Paris, 1977.
- Galerie Briceño, Lima, 1977, 1979.
- Mitake Gallery, Tokyo, avril 1978.
- Galerie Kubeta, Tokyo, 1978.
- Galerie d'art de la place Beauvau, Paris, avril-mai 1980.
- Galerie Carlier, Le Touquet, 1980.
- Galleria Annunciata, Milan, 1981.
- Galerie Rivage, Douai, novembre-décembre 1986[13].
- Galerie Borkas, Lima, 1987.
- Galerie Christine Weinman, Paris, 1992.
- Château de la Fontaine, Montigné-lès-Rairies, 2001.
- Carlos Braché. Le Pérou moderne, galerie de l'entrepôt, Paris, 2003.
- Fondation Taylor, Paris, novembre-décembre 2016[14].
- La pensée fabuleuse des lignes, couleurs et lumières de Carlos Laos Braché, Moon Gallery, Taichung, Taiwan, mai-juin 2018[15].
- Espace Jacques-Prévert, Mers-les-Bains, juillet-août 2025[16],[2].

### Expositions collectives
- Université nationale agraire La Molina, Lima, 1964.
- Colegio Nacional San Luis Gonzaga, Ica, 1964.
- Galeria de Arte del Concejo Provincial e Breña (es), 1966.
- Galeria Cultura y Libertad, École nationale supérieure des beaux-arts du Pérou, Lima, 1966.
- Exposición didáctica de pintura, université nationale de Trujillo, 1966.
- Palais municipal de Huanta, 1966.
- Premier Salon du dessin, Instituto Cultural Peruano Americano, Lima, 1966.
- Faculté de lettres de l'université nationale principale de San Marcos, Lima, 1967.
- Biennale Italo-Latino-Americana di tecniche grafiche, Institut italo-latino-américain de Rome, 1973[17].
- Cité internationale des arts de Paris, mars 1973, Les artistes étrangers boursiers du Gouvernement français, 1974, 1987.
- 29e Salon des réalités nouvelles, parc floral de Paris, mai-juin 1975.
- Les graveurs péruviens, Musée d'art italien de Lima (es), août 1975[18].
- Salon de la Société des beaux-arts de Béziers, 1975.
- Galerie de Berdusán, Saragosse, 1975.
- Salon de mai, 1975, 1976.
- 3e Biennale des arts graphiques d'Amérique, Cali, 1976.
- Art des Andes, mairie de Dunkerque, 1976.
- Salon international d'Amiens, 1976.
- Gallery K, Washington, février 1977, 1979.
- Exposition internationale de peinture et de sculpture, Unesco, Paris, 1977.
- Salon de la figuration critique, Grand Palais, Paris, 1978, 1981, 1983, 1985, 1986, 1987, 1988, 1989, 1990, 1993
- Mosser Galeria, Malmö, 1979.
- Biennale de technique graphique d'Italie et d'Amérique latine, Rome, 1979.
- Biennale de Venise, 1980.
- Peinture contemporaine, musée Sainte-Croix, Poitiers, 1980.
- Salon du dessin et de la peinture à l'eau, Grand Palais, Paris, 1980.
- Ambassade du Venezuela, Paris, 1982.
- L'art et la mode, espace Cardin, Paris 1982.
- Les visionnaires, Maison des arts de Belfort, janvier-mars 1983[19].
- L'Amérique latine et l'espace, Maison de l'Amérique latine, Paris, 1983.
- Festival international de peinture, château Grimaldi, Cagnes-sur-Mer, 1984, 1991.
- Biennale d'art de Trujillo (Pérou), 1985.
- Maison de l'Amérique latine, Monaco, 1985.
- Salon international d'art contemporain de Monte-Carlo, 1985.
- Galerie Daberkon, Francfort, 1986.
- Biennale d'art ibéro-américain, Mexico, 1986, 1989.
- Figuration - Abstraction d'Espagne et d'Amérique latine - José Agost, Roberto Alvarez-Rios, Carlos Braché, Romulo Caceres-Moreano, Carmelo Castellano, Antonio Guansé, Franklin Guillen-Marcos, Felipe García Haba, Cesar Jordan, Saülo Mercader, André Shan-Lima, Juan Valladares Falen, Daniel Yaya (peintures), Margarita Caballero (es), Manolo Cabañon (sculptures), Prieuré Saint-Martin, Montereau-Fault-Yonne, 1988[20].
- 23e Festival international de la peinture, musée-château Grimaldi, Cagnes-sur-Mer, juin-septembre 1991[21].
- Salon Comparaisons, Paris, 1991.
- Semaine culturelle, mairie de Montrouge, 1992.
- Figuración crítica 2, Fondation Santillana, Santillana del Mar, 1993[22].
- Le surréalisme en Amérique latine, musée des Beaux-Arts de Bochum, 1993.
- Galerie du Rayon vert, Wimereux, 1993.
- Salon d'arts plastiques de Marne-la-Vallée, 1994.
- Université pontificale catholique du Pérou, Lima, 1995.
- Centre culturel de Bourg-la-Reine, 1995.
- Salon des arts plastiques de la Ville de Dreux, 1995.
- Salon d'automne, Paris, 1996, 1997, 1999, 2002, 2003, 2004, 2005, 2012.
- Le Dépôt Matignon, Paris, juin-juillet 1998.
- Muestra de pintura pequeño formato. Josep Barés (ca), Carlos Braché, Vicente Rubio Tarifa, Tomás Vieira (pt), Galeria d'art Jaime I, Santa Ponsa, Majorque, avril 1999.
- 9e Salon Perspectives arts plastiques, centre socioculturel du Lièvre-d'or, Dreux, novembre 1999.
- Mois de la Communauté andine - Bolivie, Colombie, Équateur, Pérou, Vénézuela, cloître des Billettes, 22, rue des Archives, Paris, octobre 2001.
- Centenaire du Salon d'automne de Paris, chapelle des Jésuites, Chaumont (Haute-Marne), janvier-février 2004.
- Trois artistes péruviens : Carlos Braché, Luis Deza, Estela Soler, galerie Mailletz, en partenariat avec Cecupe Paris, Paris, mars-avril 2005[23].
- 12th International Biennial Print and Drawing Exhibition, Musée national des beaux-arts de Taïwan, Taichung, 2006.
- Exposition sur le Pérou, Les jardins de Magali, Lauris, juin 2007.
- Galerie Victor Pacheco Cabezudo, Ica, juillet 2011.
- Le Salon d'automne en Chine, Hainan Museum (en), Haikou, mai 2012.
- Salon du dessin et de la peinture à l'eau, Grand Palais, Paris, novembre-décembre 2012, février 2018, février 2020.
- MAC 2000, Espace Champerret, Paris, novembre 2015[24].
- Jean Lodge (gravures), Philippe Béranger (peintures), Carlos Braché (dessins), Fondation Taylor, Paris, novembre-décembre 2016[25].
- 5th "Enter into art" Germany International Installations, exposition itinérante en Allemagne : Musée Nicolas de Cues, Bernkastel-Kues, février-avril 2019 ; Kulturbunker Cologne-Mühlheim (de), Cologne, avril 2019 ; bibliothèque municipale de Bonn-Bad Godesberg, mai-juin 2019 ; foyer de l'hôtel de ville de Bad Ems, juillet 2019[26].
- Galerie K, Tokyo, juin 2019.
- Galerie Beauté du matin calme, Séoul, Paris (village suisse), juin 2019, février 2020.
- Les lauréats des Grands Prix 2022 de la Fondation Taylor, atelier de la Fondation Taylor, janvier 2023[27].
- Participations non datées : Salon des artistes français, Salon Grands et jeunes d'aujourd'hui.

## Réception critique
- « Los dibujos de Carlos Braché, superada la fase de estudio paciente y reflexivo, al que se entregó con un espiritu de humilidad solo comparable a su asombrosa facilidad de ejecutante, son la decantación de un sólido conocimiento de la forma y de los recursos del arte del dibujo, que el ha sabido poner al servicio de un expresivo muy original. » - Francisco Abril[28]
- « Carlos Laos Braché déconstruit l'image formelle de la nature et la reconstitue, la déforme et la disperse dans l'espace dans une perspective à la fois animiste et diabolique. Le vivant qu'il peint est introuvable et dans ses œuvres le fétichisme possède un charme maîtrisé. L'espace animiste rappelle la force vitale de l'Empire inca et l'influence de la culture européenne révélée à Paris. » - Sakae Hasegawa[29]
- « Dans une première période, Braché a su concilier une sorte d'irréalité inca et une inspiration post-surréaliste : un folklore imaginaire aux références précises. Puis cette féérie cosmique s'est enrichie de personnages et d'êtres baroques qui nous enchantent et nous inquiètent à la fois. Braché est un grand poète du rêve devenu obsession. » - Alain Bosquet[30]
- « Il promène un regard lent, mais non tranquille sur un monde en convulsions continuelles. Témoin attentif et lucide, il décrit avec la même application l'épanouissement de l'aurore et le déferlement de l'horreur. Sa peinture, ses dessins, ses lithographies forment ses mémoires d'outre-vision, aux couleurs profondes. Car ce coloriste a une palette personnelle alliant avec subtilité les bleus et les verts, les rouges avec les oranges et, çà et là, d'indéfinissables mauves aux résonnances inquiétantes. Sa technique est sûre, mais discrète ; la touche est lisse, transparence et opacité s'équilibrent. La lumière n'éclate pas, mais se devine ou se diffuse. Un art mûr et surprenant… » - Serge Nikitine, conservateur des musées du Mans[20]
- « Carlos Braché nous transporte avec les personnages féeriques de ses toiles, riches en couleurs, dans un rêve enchanté, produit d'une poésie d'inspiration post-surréaliste. » - Cecupe (Centre culturel péruvien, Paris)[23]
- « Dans son monumental univers tourbillonnaire, avec une rare aisance, il invite tout un chacun à pénétrer plus avant dans cet espace lunaire ou marin, dans cette ambiance visionnaire tellement ambiguë et sans limites où il a su ptéserver sa part d'humanité à cette délirante fantasmagorie. » - Gaston Diehl[31]
- « La vie comme un tourbillon dans ces compositions enlevées, vivantes, foisonnantes parfois et toujours riches d'inventions. Dans ses encres de Chine et aquarelles sur papier, Carlos Braché entraîne dans la fulgurance de la vie avec aisance et vicacité. Il réinvente des personnages, crée un monde fantastique dans lequel la réalité s'associe à un onirisme joyeux. Cet artiste repense le monde au gré de sa propre vision, invente êtres et machines en un dessin précis et une chaleureuse gamme colorée. On est parfois proche du délire, d'un délire heureux, libéré de toute contrainte et qui permet l'évasion. » - Nicole Lamothe[25]
- « Carlos Laos Braché desmembra la imagen formal de la naturaleza y la reconstituye. La deforma y la extiende en el espacio animística y diabólicamente. El viviente que él pinta no lo encuentra en ninguna parte y en sus trabejos se domine el hechizo del fetichismo. El espacio animístico recuerda la fuerza vital del imperio incaico, pintado en tocuyo y con la influencia de la civilización europa en Paris. » - Oscar Paukas[32]
- « Né en 1938 au Pérou, d'un grand-père chinois, Carlos Laos Braché nous évoque un autre grand artiste d'Amérique latine né, lui, en 1902 à Cuba, d'un père chinois également : Wifredo Lam. Ils ont en commun des influences issues du réalisme magique de l'Amérique latine, des éléments empruntés à la culture indienne, hispanique ou africaine, en s'appropriant la technique de l'automatisme psychique, laquelle crée une distorsion, des combinaisons, une interférence avec des figures réelles ou imaginaires. Mais Laos Braché dit qu'il vit depuis assez longtemps à Paris pour que ses fantasmagories proviennent essentiellement de ses propres rêves, de sa perception de la vie et de sa contemplation de l'univers. » - Ying-Teh Chen et Mimi Chang (traduction française d'Isadora Chen)[10]

## Collections publiques

### Espagne
- Marbella, Musée Ralli, La visita de los pajaros, huile sur toile, 1990[33],[34]

### France
- Artothèque de l'espace Jacques-Prévert, Mers-les-Bains, Valeur inversée de chemin bleu, huile sur toile 114x146cm.

### Pérou
- Ica, hôtel de ville.
- Lima, musée d'art contemporain, Realización concecuente de un sueño, construction géométrique, 1969[35].

### Uruguay
- Punta del Este, Museo Ralli (es) (musée d'Art moderne de Maldonado), Love forgets (l'amour oublie), huile sur toile, 1985[36],[37].

## Récompenses et distinctions
- Médaille d'or de l'École des beaux-arts de Lima, décembre 1968.
- Prix de peinture de la Fondation Weise, Lima, 1969.
- Prix de peinture de la Société culturelle Entre Nous, 1969.
- Premier prix de peinture de la Fondation Wiese, 1969[3],[38].
- Prix Fomento a la cultura Ignacio Merino, institut national de la culture du Pérou, Lima, 1972[38].
- Prix des boursiers du Gouvernement français, Lima, 1973.
- Premier prix de peinture, Festival du Mans, Musée de Tessé, 1974.
- Prix du dessin, 12th International Biennial Print and Drawing Exhibition, musée national des beaux-arts de Taïwan, Taichung, août 2006.
- Prix Maxime-Juan de la Fondation Taylor, 2007[14].
- Médaille Abraham-Valdelomar avec titre de grand chevalier, Ica, juillet 2011[8],[9].
- Prix Renée-Béja de la Fondation Taylor, 2013[39].
- Prix spécial du jury, 5th "Enter into Art" Germany International Installations, Allemagne, 2019[26].
- Prix Roger-Marage (dessin) de la Fondation Taylor, 2022[27].

## Élèves
- Oscar Paukas (es)